# 鎮西学院大学
鎮西学院大学（ちんぜいがくいんだいがく、英語: Nagasaki Wesleyan University）は、長崎県諫早市西栄田町1212番地1に本部を置く日本の私立大学。2002年創立、2002年大学設置。

## 概要

### 大学全体
メソジスト教会系の大学である。1881年に北米メソジスト教会から派遣されたキャロル・ロング博士により、長崎市東山手に創立された加伯利英和学校（現在の鎮西学院）が母体である。

### 「ウエスレヤン」の 由来
旧名称「ウエスレヤン」は、メソジスト教会の創始者であるジョン・ウエスレー（John Wesley, 1703年 - 1791年）に由来する。ウェスレーはオックスフォード大学で神学を学び、産業革命前後のイギリスにおいて、キリスト教に基づく信仰覚醒運動・メソジズムを指導した。ウェスレーの教えのもと、メソジスト教会は世界各地に宣教師を派遣し、学校を建設した。
現在では、英語名称(Nagasaki Wesleyan University)ほか、大学が使用するメールアドレスのドメイン(@wesleyan.ac.jp)や、建物の名称(ウエスレー館)として残っている。

### 教育理念
鎮西学院大学は、教育理念として「地域と世界をつなぐ地球市民」の育成を掲げている。

### 教育および研究
社会福祉士・精神保健福祉士(ともに国家資格)の現役合格率は全国平均を超えている。特に社会福祉士(平成31年2月実施分)の現役合格率は64.3%であり、長崎県内で第1位、九州私立大学で第1位、九州国公私立大を合わせても第6位と高い合格率を誇っている。

### 留学制度
日本学生支援機構海外留学支援制度(協定派遣)の認定校である。留学先(行き先)に応じて、返済不要の奨学金が月額6万円～8万円が支給される。この返済不要の奨学金を受給できる大学は、本学を含めて長崎県内では2校しかない(2019年1月時点)
期間や内容に応じた様々な留学プログラムが準備されている。
- 海外スタディツアー（10日程度）
- 短期留学プログラム（4週間）
- 交換留学プログラム（半年 - 1年）

また外国語学科に限らず、社会福祉学科と経済政策学科の各学科に国際交流委員の教員が配置されている。

### 教員免許[6]
- 高校一種免許（福祉）- 社会福祉学科
- 高校一種免許（公民）- 社会福祉学科、経済政策学科
- 中学一種免許（社会）- 経済政策学科
- 高校一種免許（英語）- 外国語学科
- 中学一種免許（英語）- 外国語学科
- 特別支援学校教諭一種免許(知的障害・肢体不自由・病弱) - 社会福祉学科(2020年4月開設)[7]

### 国家試験受験資格
- 社会福祉士 - 社会福祉学科[8]
- 精神保健福祉士 - 社会福祉学科[8]
- 日本語教師養成課程修了書 -全学科

## 沿革

### 略歴
世界の姉妹校、また地域社会の強い要請と援助を受け、鎮西学院創立120年を記念して、長崎ウエスレヤン短期大学をもとに2002年に開学。

### 年表
- 1881年 - 加伯利英和学校設立。
- 1906年 - 私立鎮西学院と改称。
- 1945年 - 原爆投下により校舎全壊、教職員・生徒多数を失う。
- 1946年 - 諫早市永昌町の海軍病院跡に移り開校。
- 1950年 - 校地を現在地（諫早市栄田町1057番地）へ移転。
- 1966年 - 学院創立85周年を記念して、鎮西学院短期大学設立。
- 1967年 - 短期大学教養科を設置。
- 1968年 - アメリカ合衆国のテネシーウエスレヤン大学（英語版）と姉妹校協定締結。
- 1969年 - フィリピン、バギオ大学と姉妹校協定締結。
- 1980年 - 長崎ウエスレヤン短期大学に改称。米国の9大学と姉妹校協定締結。シンボルマークを制定。
- 1984年 - 短期大学教養科に社会福祉コースを設置。
- 1985年 - 中華人民共和国の華僑大学と姉妹校協定締結。タイのフォン・コマーシャル・アンド・テクニカル大学と交換留学協定締結。
- 1988年 - カナダのイーストクーティー・コミュニティ・カレッジと姉妹校協定締結。
- 1989年 - 米国のイロン大学、ウエスタン・メリーランド大学（現:マクダニエル大学（英語版））と姉妹校協定締結。カナダのカリブー大学（現トンプソン・リバーズ大学）と姉妹校協定締結。
- 1992年 - 米国のテネシー大学マーティン校（英語版）と交換、編入留学協定締結。
- 1993年 - 米国のブラッドフォード大学と編入留学協定締結。ブラジルのピラシカバ・メソジスト大学と交換留学協定締結。
- 1994年 - 米国のベイカー大学（英語版）と編入留学協定締結。
- 1995年 - 中国の蘇州大学と編入留学協定締結。韓国の東国専門大学、オーストラリアのクイーンズランド工科大学と交換留学協定締結。
- 1996年 - 韓国の仁徳専門大学と交換留学協定締結。短期大学創立30周年。
- 1997年 - 韓国の慶南専門大学と交換留学協定締結。中国の天津師範大学と編入留学協定締結。
- 1998年 - アメリカのポール・スミス大学（英語版）、ノースパーク大学（英語版）と編入留学協定締結。
- 2000年 - カナダのボウ・ヴァレイ大学と交換留学協定締結。ブラジルのサンパウロ・メソジスト大学と姉妹校協定締結。
- 2001年 - 鎮西学院創立120周年。
- 2002年 - 短期大学を改組・募集停止し、長崎ウエスレヤン大学を設立（現代社会学部福祉コミュニティ学科学科）。米国のハワイ大学カピオラニ・コミュニティーカレッジと姉妹校協定締結。初代学長に森泰一郎就任。
- 2003年 - 長崎ウエスレヤン短期大学最後の在籍者が卒業し、短期大学閉学。
- 2005年 - 現代社会学部に社会福祉学科、地域づくり学科、国際交流学科を設置。福祉コミュニティ学科は1年次募集停止（3年次編入は受入れ）。
- 2006年 - 福祉コミュニティ学科3年次募集停止。
- 2010年 - 経済政策学科設置。
- 2011年 - 鎮西学院創立130周年。
- 2014年 - 2代目学長に佐藤快信就任。
- 2016年 - 教育顧問に東京大学名誉教授の姜尚中を迎える[10]。鎮西学院創立135周年。
- 2018年 - 学院長に姜尚中を選任。[11]
- 2019年 - 大村サテライトキャンパス(長崎県大村市本町458番地2プラットおおむら6F)を開講。[12]
- 2020年 - 特別支援教育コースを社会福祉学科内に新設。[13]
- 2021年 - 鎮西学院創立140周年。鎮西学院大学に名称変更。初代学長に姜尚中が就任。
- 2022年 - 大学設立20周年。
- 2024年 – 現代社会学部を総合社会学部に名称変更。外国語学科を多文化コミュニケーション学科に名称変更。

## 基礎データ

### 校章
ゆりの花のまわりに四つの十字架を配した校章は、十字軍の十字架紋章にヒントを得ている。騎士道と結びついた「献身」「忍耐」「希望」というキリスト教精神を表している。

### 所在地
- 長崎県諫早市西栄田町1212番地1

## 学部および学科
1学部3学科11コース

### 学部
- 総合社会学部
  - 経済政策学科
    - 経済コース
    - 経営コース
    - 社会開発コース（2013年度入学生まで適用）
    - 地域政策コース（2014年度入学生から適用）

  - 社会福祉学科
    - 医療福祉コース
    - 社会福祉コース
    - 特別支援教育コース（2020年4月新設）
    - 精神保健福祉コース

  - 多文化コミュニケーション学科
    - 外国語コミュニケーションコース 英語主専攻
    - 外国語コミュニケーションコース 中国語主専攻
    - 国際交流コース
    - 日本語・日本文化コース（留学生対象）

## 施設
- ロング館
- ウエスレー館（鮫島ホール）
- ウィルキンス館（西山ホール）
- ピースチャペル
- 付属図書館
- 鎮西学院本部
- 語学情報センター
- 福祉実習教育室
- 千葉体育館
- 国際カブリー寮(女子寮)
- サークル棟

## 交通アクセス
- 空港よりバス「諫早駅前」行き約40分「栄田」下車
- JR・島原鉄道 諫早駅より徒歩15分
- 長崎県営バス「破籠井」行き「西栄田」下車徒歩1分
- 授業の時間帯に合わせ、諫早駅西口より無料のスクールバスが出ている。

## 大学関係者

### 大学関係者一覧
- キャロル・ロング - 1881年10月 -
- 鮫島盛隆 - 1966年4月 -
- 鳥居史郎 - 1974年4月 -
- 秋永薫 - 1984年7月 -
- 江藤安純 - 1988年4月 -
- 森泰一郎 - 1994年4月 -
- 佐藤快信 - 2014年4月 -
- 姜尚中 - 2016年 4月-

### 出身者
- 玉城千春 - 短期大学卒業。歌手（Kiroroのボーカル）
- jimama  - 短期大学卒業。歌手、シンガーソングライター

## 対外関係

### 他大学との協定[14]
- アメリカ合衆国
  - ハワイ大学カピオラニ・コミュニティーカレッジ
  - テネシーウエスレヤン大学
- カナダ
  - フレイザー・ヴァレイ大学
- ブラジル
  - ピラシカバ・メソジスト大学
- フィリピン
  - バギオ大学
- タイ
  - アジアン・スカラーズ大学
  - フォン・コマーシャル・アンド・テクニカル大学
- 中国
  - 天津工業大学
  - 曁南大学
  - 重慶大学
  - 山東外国語職業大学
  - 長春大学
  - 香港公開大学
- 韓国
  - 仁徳大学
  - 慶南情報大学校
  - 大邱大学
- 台湾
  - 長榮大学
  - 昆山科技大学